# Lincoln Modell L
Der Lincoln Modell L war ein Luxus-PKW, der erste Wagen, von Henry M. Leland unter dem Markennamen Lincoln. Er wurde im September 1920 vorgestellt. Damals war der Firmeneigner schon 75 Jahre alt. Zwei Jahre später übernahm Ford die Firma und stellte dieses Modell ohne große Veränderungen insgesamt zehn Jahre lang her.

## Von Jahr zu Jahr

### 1921
Das Modell L hatte einen seitengesteuerten V8-Motor mit 60° Zylinderwinkel und 5863 cm³ Hubraum, der 81 bhp (60 kW) bei 2600/min entwickelte. Die Motorkraft wurde über eine Mehrscheiben-Trockenkupplung auf ein Dreiganggetriebe mit manueller Knüppelschaltung in der Fahrzeugmitte und von dort auf die Hinterachse übertragen. Die Hinterräder waren mechanisch gebremst.
Bereits im ersten Jahr wurden 16 verschiedene Karosserieversionen angeboten. Das Fahrgestell war mit zwei Radständen (3302 mm und 3454 mm) lieferbar. Am häufigsten wurde ein viertüriger Tourenwagen mit sieben Sitzen und festem Dach geordert.

### 1922
Nach der Übernahme durch Ford bekam der Motor bessere Zylinderköpfe, wodurch die Leistung auf 90 bhp (66 kW) bei 2800/min stieg. Ganze 26 verschiedene Aufbauten wurden nun angeboten, manche davon waren allerdings Einzelstücke.

### 1923
Technisch wurden die Wagen in den nächsten Jahren wenig verändert. Das lange Chassis mit 3454 mm Radstand wurde aufgegeben. Während dieses Modelljahres wurden hydraulische Houdaille-Stoßdämpfer eingeführt. Für Polizeiwagen wurden Vierradbremsen angeboten.

### 1924
Die Linienführung wurde verbessert – der größte Schwachpunkt der frühen Modelle – und vernickelte "Trommel"-Scheinwerfer in die Serie aufgenommen. Äußerlich erkennbar sind die Fahrzeuge an der vergrößerten Kühlermaske mit horizontalen statt vertikalen Streben. Im ovalen Lincoln-Emblem entfiel der Zusatz "Ford Detroit".

### 1925
Die "Greyhound"-Kühlerfigur erschien erstmals als Option; noch während des Modelljahrs wurde sie serienmäßig angebracht. Eine verkleinerte Version gab es ab 1932 auch für Ford. Wichtiger war die serienmäßige Einführung von Stoßstangen hinten und vorn.

### 1926
Zu den wenigen Änderungen gehörten ein verbesserter Zündverteiler und die Einführung von 19- statt 18-Zoll-Speichenrädern.

### 1927
In diesem Modelljahr wurden mechanisch betätigte Bremsen für alle vier Räder für alle Modelle eingeführt.

### 1928–1930
Der Motor wurde auf 6305 cm³ Hubraum aufgebohrt. Die Leistung blieb allerdings unverändert. Die bisher vernickelten Teile (wie z. B. die Stoßfänger) wurden nun verchromt. In den letzten beiden Produktionsjahren gab es kaum noch Änderungen. Nach zehn Jahren war das Styling der Fahrzeuge doch recht überholt, sodass im Januar 1931 der Nachfolger Modell K vorgestellt wurde.

## Produktionszahlen
| Baujahr | Produktion |
| ------- | ---------- |
| 1921    | 2957       |
| 1922    | 5512       |
| 1923    | 7875       |
| 1924    | 7053       |
| 1925    | 8541       |
| 1926    | 8787       |
| 1927    | 7149       |
| 1928    | 6362       |
| 1929    | 7672       |
| 1930    | 3212       |

Insgesamt wurden 65.120 Fahrzeuge vom Modell L hergestellt.